# Южные записки
«Южные записки» — літературний тижневик ліберального напрямку, видавався в Одесі (у 1903 — 1905 роках). Редактори М. Славинський і Ф. Матушевський. «Южные записки» прихильно ставилися до української справи. Спочатку редакція була розташована за адресою вул. Троїцька, 26, пізніше переїхала на вул. Катерининську, 22.

## Історія
1901 року Славинського вислали із столиці за активну проукраїнську діяльність. Проживши кілька років у Катеринославі, з початку 1904-го він вирушає до Одеси редагувати «Южные записки». У листопаді 1904 року, перед початком війни Росії з Японією, його знову призивають до війська.

Одне з оповідань Лесі Українки «Миттєвість» (російською мовою) було надруковано в «Южных записках» 20 січня 1905 року. Сама письменниця у листі до матері писала, що хотіла б працювати в тижневику на посаді головного редактора:
Я подумала, подумала — та й смальнула телеграму Славінському, щоб рекомендував мене в редактори «Южных записок»! Оце отримала телеграфічну відповідь від Славінського: «Известие ваше сомнительно: пишу». Се значить, він думає, що вже хтось знайшовся за редактора. Може… ну нічого, пождем. У всякім разі ся телеграма трохи бризнула на мене холодною водою.
Маргарита Комарова також працювала в тижневику, займаючись перекладами українських творів на російську мову.